# Байр (журнал)
Байр (калм. Радость) — иллюстрированный детский журнал, издающийся в Элисте, Калмыкия. Единственный детский журнал на калмыцком языке. Журнал «Байр» издаётся на русском и калмыцком языках. Используется для изучения калмыцкого языка в дошкольных и средних образовательных учреждениях.
Учредителем журнала является ГУ «Издательский дом «Герел»». Журнал выходит периодичностью 1 раз в два месяца тиражом в 2000 экземпляров.

## История
Журнал «Байр» издаётся с 15 января 1989 года. 18 ноября 2008 года редакция журнала удостоилась премии «За вклад в патриотическое воспитание подрастающего поколения» Кабинета министров Республики Калмыкия.

## Источник
- Журнал «Байр», Стоянов В. А., Развитие печати Калмыкии в XX веке, ред. Т. А. Михалева, Элиста, ЗАОр «НПП Джангар», 200098, стр. 210—212.